# Julija Tjepalova
Julija Anatoljevna Tjepalova (ryska: Юлия Анатольевна Чепалова), född 23 december 1976 i Komsomolsk-na-Amure, är en rysk längdskidåkare.
Hon har haft stora framgångar, med flera OS-guld, bland annat på 30 km 1998 och senast i stafett i OS 2006. Vidare VM 2001 i stafett och VM 2005 i 15 km dubbeljakt/skiathlon samt världscupsegrare 2001.
Tjepalova tog under 2006/07 ett uppehåll för att föda barn, men återkom under början av 2008.
Under 2009 åkte hon fast för dopning. 